# Xinmsn
Xinmsn foi um portal de Internet em referência às várias informações noticiosas e de conteúdo de entretenimento para usuários de Singapura. Foi lançado em 2010 como um empreendimento conjunto entre a MediaCorp e a Microsoft e substitui o antigo MSN Singapura. Todas as operações no portal xinmsn se encontram encerradas desde 1 de abril de 2015, sendo transferidas para o Toggle e o MSN Singapura. O xinmsn fornecia vários tipos de informações e notícias relativas a Singapura. Dentre os conteúdos mais abordados estão: notícias regionais, notícias de entretenimento, informações meteorológicas e rádio notícias.